# Gabriele Köpp
Gabriele „Gabi“ Köpp (* 24. Juni 1929 in Schneidemühl; † 6. August 2010 in Berlin) war eine deutsche Physikerin. Außerhalb der Physik wurde sie durch ihre Autobiographie bekannt, in der sie ihre Flucht aus dem Osten und zahlreiche Vergewaltigungen durch sowjetische Soldaten schilderte.

## Biographie
Gabriele Köpp wuchs in Schneidemühl an der Grenze der Provinzen Posen und Westpreußen auf. Am Ende des Zweiten Weltkriegs war Köpp 15 Jahre alt. Am 26. Januar 1945 schickte ihre Mutter sie zusammen mit ihrer älteren Schwester auf die Flucht vor der herannahenden Roten Armee. Der Güterzug mit den Flüchtenden geriet noch am selben Tag ins Kampfgeschehen, die Lokomotive wurde von Panzern zerschossen. Gabriele Köpp konnte flüchten, ihre Schwester blieb verschollen. In den folgenden 14 Tagen wurde Gabriele Köpp vielfach durch Soldaten der Roten Armee vergewaltigt, bis sie auf einem Bauernhof unterkam. Nach 15 Monaten fand sie ihre Mutter in Hamburg wieder. Gesprächen über das Erlebte wich ihre Familie aus, stattdessen sollte sie es aufschreiben. Ihre damaligen Notizen bildeten die Grundlage ihrer späteren Autobiographie.
Ab 1955 studierte Gabriele Köpp Physik an der Universität Hamburg, wo sie 1966 promoviert wurde. Thema ihrer Dissertation war die Proton-Proton-Streuung. 1977 habilitierte sie an der RWTH Aachen mit einem Werk zur Elektron-Positron-Vernichtung. 1986 wurde sie an der RWTH Aachen zur außerplanmäßigen Professorin ernannt. 1994 wurde sie emeritiert, war jedoch weiterhin wissenschaftlich tätig. 1997 verfasste sie ein Lehrbuch über Quanten-Elektrodynamik, das bei Teubner erschien.
Ihre Geschichte von Flucht und Gewalt veröffentlichte sie erstmals 1992. Der Publizist Ingo von Münch nannte die Bekanntschaft mit Gabi Köpp als persönlichen Beweggrund, sich in einem Buch mit den Massenvergewaltigungen deutscher Frauen und Mädchen am Kriegsende zu befassen. 2010 erschien Köpps Werk in überarbeiteter Form und wurde nun – anders als bei der Erstveröffentlichung 1992 – weithin rezipiert. Die Historikerin Miriam Gebhardt stellte im Vergleich zu einschlägigen Publikationen aus den 1950er Jahren besonders Köpps Darstellung der „existentielle[n] Einsamkeit und Hilflosigkeit der Opfer“ heraus. Auch die Darstellung des Verrats durch deutsche Frauen, die das ihnen unbekannte Mädchen vorschoben, hätte so nicht in den Opferdiskurs nach Kriegsende gepasst. Es folgten eine Taschenbuchausgabe sowie Übersetzungen ins Finnische, Estnische und Tschechische.
1999 zog Köpp nach Berlin, wo sie 2010 starb. Ihre Urne wurde auf dem Friedhof Karlshorst beigesetzt.

## Schriften
- Meine Geschichte. Bericht über eine 1945 erlebte Flucht aus der Grenzmark Posen-Westpreußen. K. Fischer, Aachen 1992, ISBN 3-927854-37-9. (Erstausgabe)
- (mit Frank Krüger): Einführung in die Quanten-Elektrodynamik. Teubner, Stuttgart 1997, ISBN 3-519-03235-X.
- Warum war ich bloß ein Mädchen? Das Trauma einer Flucht 1945. Herbig, München 2010, ISBN 978-3-7766-2629-2. (Neufassung)
- Warum war ich bloß ein Mädchen? Das Trauma einer Flucht 1945. Knaur, München 2012, ISBN 978-3-426-78450-1. (Taschenbuch-Erstausgabe)